# Ubiquity (software)
Ubiquity é um instalador simples de Linux para o Ubuntu e seus derivados. Ele roda pelo LiveCD e tem frontends em Qt e GTK+ . Ubiquity foi introduzido no Ubuntu 6.06 (Dapper Drake).

## Características
- Suporte a internacionalização
- Suporte a instalações automatizadas
- Customisável para derivativos como o Mythbuntu
- Suporte automático de crashs (Apport)
- Seleção de UTC em modo gráfico
- É capaz de importar configurações e arquivos de instalações existentes do Windows, Linux e Mac OS X (migration-assistant)
  - Contas de usuário
  - Contas de e-mail
  - Contas de mensageiros instantâneos
  - Bookmarks
  - Imagens do usuário, wallpapers, documentos, músicas, pastas "Photos" (somente no Windows)

## Ports
- Kubuntu
- Xubuntu
- Mythbuntu
- Linux Mint
- gNewSense
- Trisquel
- Asturix
- Zorin OS